# Le Palais de Seyid Mirbabayev
Le Palais de Seyid Mirbabayev (en azéri: Seyid Mirbabayevin sarayı) est le siège du SOCAR. Il est situé à Bakou, sur la Place Azneft, au 1, rue Niyazi.

## Conception
Le bâtiment est construit dans le style de la Renaissance française, d'après le projet de l'architecte Paul Stern (1865-1933).Le projet du bâtiment est approuvé le 25 mai 1893 et la construction débute à la fin du mois.  La riche plasticité de la façade, la forme des détails architecturaux, la singularité du travail de la pierre et la maîtrise architecturale ont contribué à créer un environnement esthétique important. Le bâtiment est classé monument architectural d'importance locale par la décision n° 132 du Conseil des ministres de la République d'Azerbaïdjan du 2 août 2001.

## Histoire
L'édifice est construit sur ordre d'un entrepreneur nommé Aramyan, le premier propriétaire du bâtiment. Il perd la propriété du bâtiment récemment construit lors d'une partie au « British Club », où il joue avec d'autres millionnaires. L'épouse d'Aramyan réussit à sauver le palais en payant avec ses bijoux. Lors d'une vente aux enchères immobilière à Bakou, l'immeuble ne trouvant pas d'acheteur, il se rend à Tbilissi pour trouver un acquéreur. À cette époque, l'immeuble attire l'attention du chanteur azerbaïdjanais, devenu riche, Seyid Mirbabayev, l'un des millionnaires du pétrole d'Azerbaïdjan.
Mirbabayev s’adresse à Hadji Zeïnalabdine Taguiev, qui lui conseilla d'acheter le palais et de le diviser en appartements pour gagner de l'argent. Aramyan vend le bâtiment à un prix inférieur à celui initialement prévu. Depuis, le bâtiment est connu parmi la population locale comme la maison de Mirbabayev.
À l'époque de la République démocratique d'Azerbaïdjan, le consulat britannique se situe au premier étage du bâtiment.
Après l'instauration du pouvoir soviétique en Azerbaïdjan, les bolcheviks confisquent tous les biens de Seyid Mirbabayev, qui émigre en France. Le palais, mis à la disposition d'Azneft à l'époque soviétique, abrite les bureaux de la Compagnie pétrolière nationale azerbaïdjanaise (SOCAR) dès 1991. Dans les années 1990, le bâtiment subit de légers travaux de restauration.